# LH54-425
LH54-425는 황새치자리에 위치한 거성-주계열성 쌍성계이며, 대마젤란 은하 안에 위치한다.